# Скапецано (Анкона)
Скапецано (итал. Scapezzano) насеље је у Италији у округу Анкона, региону Марке.
Према процени из 2011. у насељу је живело 374 становника. Насеље се налази на надморској висини од 163 м.